# X-диапазон
X-диапазон (X band) — диапазон частот сантиметровых длин волн, используемых в радиолокации, наземной и спутниковой радиосвязи. По определению IEEE, этот диапазон простирается от 8 до 12 ГГц электромагнитного спектра (длины волн от 3,75 до 2,5 см), хотя в спутниковой связи этот диапазон «сдвинут» в сторону C-диапазона и лежит примерно между 7 и 10,7 ГГц.

## Спутниковые системы
В спутниковой связи часть X-диапазона между 7,9 и 8,4 ГГц для линии Земля - Спутник (uplink), и между 7,25 и 7,75 ГГц для линии Спутник - Земля (downlink) зарезервирована для фиксированной спутниковой связи в военных целях. Так, российские военные спутники-ретрансляторы Радуга-1 и Радуга-1М работают в этом диапазоне. Их ретрансляторы X-диапазона были заявлены в Международном комитете регистрации частот (МКРЧ; ныне — Сектор радиосвязи МСЭ (МСЭ-R)) под наименованием «Галс» (обозначения от Gals-1 до Gals-18, исключая Gals-13) и служат для обеспечения правительственной и военной связи. Этот диапазон обычно называется «X-диапазон 7/8 ГГц».

### Дальняя космическая связь
Часть X-диапазона зарезервирована для дальней космической связи. В данный момент американская сеть Deep Space Network (DSN) активно использует этот диапазон для связи с межпланетными КА через станции Голдстоун в пустыне Мохаве в Южной Калифорнии (США), Комплекс дальней космической связи в Канберре (Австралия) и Мадридский комплекс дальней космической связи (Испания). Кроме X-диапазона, также используются S-диапазон и K-диапазон.
Наиболее известные американские межпланетные станции, для связи с которыми использовался X-диапазон: миссия Викинг к Марсу; миссия Вояджер к внешним планетам Солнечной системы; миссия Галилео к Юпитеру и Кассини-Гюйгенс к Сатурну.
Советская система дальней космической связи, основанная на радиотелескопах РТ-70 и П-400П, работала в C- и X-диапазонах. Антенны установлены в Западном и Восточном центре дальней космической связи, вблизи Евпатории и Уссурийска.

## РЛС
X-диапазон широко используется в радиолокации. В этом диапазоне используются радары многих типов как в военных, так и в гражданских целях. Так, например, радары X-диапазона широко используются в метеорологии, так как из-за меньшей длины волны (по сравнению с диапазонами L- и S- и C-) эти радары более чувствительны к туману и облакам, состоящим из мельчайших капель воды, а также используются для обнаружения снежных осадков и зон неинтенсивного дождя. С другой стороны, из-за небольших размеров их антенн эти радары легко сделать на мобильной основе, что упрощает их использование.
Кроме того, радары X-диапазона используются в радионавигации, в управлении движением судов, в управлении воздушным движением и в других областях.
В военных целях радары X-диапазона используются для обнаружения самолетов, баллистических ракет и контрбатарейной борьбы.

### Радары ДПС
Полицейские дорожные радары используют несколько несущих радиочастот, но самой старой и основной является частота 10525 МГц (± 25 МГц). Множество импортных и отечественных радаров ДПС использовали эту частоту, из которых наиболее популярными были «Барьер» и «Сокол». Самый первый отечественный измеритель скорости «Барьер» в конце 90-х был снят с производства по причине большого облучения пользователя. Радар следующего поколения «Сокол» был менее вредоносным, но его также перестали выпускать в 2008 году из-за низкой точности измерений, производимых в X-диапазоне.
Современные дорожные радары работают в диапазонах K- и Ka-.

## Другие частотные диапазоны
Диапазоны в различных системах обозначений различаются, в таблице приведены диапазоны согласно классификации IEEE:
| Название диапазона | Частотный диапазон, ГГц | Частотный диапазон, ГГц |
| Название диапазона | в радиолокации          | в спутниковой связи     |
| ------------------ | ----------------------- | ----------------------- |
| L                  | 1,0—2,0                 | 1,0—2,0                 |
| S                  | 2,0—4,0                 | 2,0—4,0                 |
| C                  | 4,0—8,0                 | 3,4—8,0                 |
| X                  | 8,0—12,0                | 7,0—10,7                |
| Ku                 | 12,0—18,0               | 10,7—18,0               |
| K                  | 18,0—26,5               | 18,3—20,2; 27,5—31,5    |
| Ka                 | 26,5—40,0               |                         |